# Diocesi di Trim
La diocesi di Trim (in latino: Dioecesis Atrimensis) è una sede soppressa e sede titolare della Chiesa cattolica. Per la sede titolare, immutato il latino, si usa la grafia Ath Truim.

## Territorio
Sede vescovile era la città di Trim, nella contea irlandese di Meath.

## Storia
La sede monastica di Trim fu fondata da san Patrizio nel V secolo, che consacrò come primo vescovo suo nipote san Luman, battezzò il secondo vescovo san Forcherne e nominò il quarto vescovo Cormac.
Non è nominata fra le diocesi stabilite dal sinodo di Rathbreasail del 1111, né dal sinodo di Kells del 1152. Fu quindi una delle sedi monastiche che non sopravvissero alla riorganizzazione della Chiesa irlandese del XII secolo. Il suo territorio fu incorporato nella diocesi di Meath, i cui vescovi ebbero la loro sede a Trim dal 1202 al 1778.
Dal 1969 Trim è annoverata tra le sedi vescovili titolari della Chiesa cattolica con la grafia gaelica di Ath Truim; dal 14 giugno 2014 il vescovo titolare è John Joseph O'Hara, già vescovo ausiliare di New York.

## Cronotassi

### Vescovi
- San Luman † (V secolo)
- San Forcherne † (V secolo)
- San Cathald (o Cathlaid) † (V secolo)
- Cormac I † (460 - 480 nominato arcivescovo di Armagh)
- San Cormac II † (? - 741 deceduto)
- Suibhne † (? - 791 deceduto)
- Ceanfoilly † (? - 819 deceduto)

### Vescovi titolari
- Miguel Fenelon Câmara Filho † (9 gennaio 1970 - 24 novembre 1976 succeduto arcivescovo di Maceió)
- Michael Mary O'Shea, O.S.M. † (19 novembre 1990 - 30 maggio 2006 deceduto)
- Gregory O'Kelly, S.I. (6 luglio 2006 - 15 aprile 2009 nominato vescovo di Port Pirie)
- John Joseph O'Hara, dal 14 giugno 2014